# Benjamin Civiletti
Benjamin Richard Civiletti (Peekskill, 17 luglio 1935 – Lutherville, 16 ottobre 2022) è stato un avvocato, politico e magistrato statunitense.

## Biografia
Fu il 74º procuratore generale degli Stati Uniti d'America sotto il presidente degli Stati Uniti d'America Jimmy Carter (39º presidente).
Studiò all'Università Johns Hopkins ed in seguito all'University of Maryland School of Law. Era sostituto procuratore generale sino alle dimissioni del precedente procuratore in carica che sostituì iniziando il suo mandato ufficiale.
Civiletti è morto nel 2022, reso invalido dalla malattia di Parkinson.